# Salcea
Salcea este un oraș în județul Suceava, Moldova, România, format din localitățile componente Mereni, Plopeni, Salcea (reședința) și Văratec, și din satul Prelipca. La recensământul din anul 2011, localitatea avea o populație de 9.015 locuitori, fiind al unsprezecelea centru urban ca mărime al județului. A fost declarat oraș prin Legea 83/2004, împreună cu alte 7 localități din județul Suceava.
Deși a fost ridicată la rangul de oraș, Salcea rămâne o localitate preponderent rurală, deoarece marea majoritate a populației se ocupă cu agricultura iar orașul seamănă din punct de vedere al aspectului cu o așezare rurală. Salcea este situată la 11 km est de municipiul Suceava, în zona metropolitană a reședinței de județ, fiind practic un oraș-satelit.
Principalul obiectiv din Salcea și unul dintre foarte puținele obiective specific urbane este Aeroportul Internațional „Ștefan cel Mare” Suceava. Localitatea este străbătută de drumul național Suceava – Botoșani și este racordată la sistemul național de căi ferate prin Gara Văratec, aflată pe ruta feroviară Suceava – București. Din structura orașului Salcea fac parte fostele sate (devenite cartiere) Mereni, Plopeni și Văratec, iar Prelipca are statutul de sat afiliat orașului.
Până la reforma administrativă din 1950, Salcea a făcut parte din județul Botoșani.

## Geografie
Orașul Salcea este așezat în Podișul Dragomirnei, subunitate a Podișului Sucevei, într-o regiune climatică specifică dealurilor joase, la care se adaugă influențele scandinavo-baltice. Salcea se află în extremitatea estică a județului Suceava și se învecinează cu următoarele localități:
- comuna Udești, la sud;
- municipiul Suceava, la vest;
- comunele Verești și Dumbrăveni, la est și sud-est;
- comunele Adâncata și Siminicea, la nord și nord-est.

Salcea se află în aria de influență urbană a municipiului Suceava, fiind singurul oraș care face parte din Asocierea „Zona Metropolitană Suceava”, înființată la 1 decembrie 2011.
Teritoriul orașului Salcea este străbătut pe o distanță de aproximativ 9,5 km de șoseaua europeană E58 (DN 29), importantă cale rutieră ce leagă Suceava de Botoșani. Prin partea sudică a orașului curge râul Suceava, satul Prelipca (ce face parte din componența localității Salcea) fiind poziționat pe malul stâng al râului.

## Demografie
Componența etnică a orașului Salcea
     Români (84,59%)
     Romi (4,48%)
     Alte etnii (0,17%)
     Necunoscută (10,76%)
Componența confesională a orașului Salcea
     Ortodocși (55,12%)
     Penticostali (22,72%)
     Creștini după evanghelie (6,12%)
     Alte religii (4,58%)
     Necunoscută (11,46%)
Conform recensământului efectuat în 2021, populația orașului Salcea se ridică la 9.513 locuitori, în creștere față de recensământul anterior din 2011, când fuseseră înregistrați 9.015 locuitori. Majoritatea locuitorilor sunt români (84,59%), cu o minoritate de romi (4,48%), iar pentru 10,76% nu se cunoaște apartenența etnică. Din punct de vedere confesional, majoritatea locuitorilor sunt ortodocși (55,12%), cu minorități de penticostali (22,72%), creștini după evanghelie (6,12%) și altele (3,01%), iar pentru 11,46% nu se cunoaște apartenența confesională.

## Politică și administrație
Orașul Salcea este administrat de un primar și un consiliu local compus din 17 consilieri. Primarul, Pârwușor-Țicu-Ezekiel Belțic[*], de la Partidul Național Liberal, este în funcție din octombrie 2020. Începând cu alegerile locale din 2024, consiliul local are următoarea componență pe partide politice:
|  | Partid                          | Consilieri | Componența Consiliului | Componența Consiliului | Componența Consiliului | Componența Consiliului | Componența Consiliului | Componența Consiliului | Componența Consiliului | Componența Consiliului | Componența Consiliului | Componența Consiliului | Componența Consiliului | Componența Consiliului | Componența Consiliului |
|  | ------------------------------- | ---------- | ---------------------- | ---------------------- | ---------------------- | ---------------------- | ---------------------- | ---------------------- | ---------------------- | ---------------------- | ---------------------- | ---------------------- | ---------------------- | ---------------------- | ---------------------- |
|  | Partidul Național Liberal       | 13         |                        |                        |                        |                        |                        |                        |                        |                        |                        |                        |                        |                        |                        |
|  | Alianța pentru Unirea Românilor | 2          |                        |                        |                        |                        |                        |                        |                        |                        |                        |                        |                        |                        |                        |
|  | Partidul Social Democrat        | 1          |                        |                        |                        |                        |                        |                        |                        |                        |                        |                        |                        |                        |                        |
|  | Partidul Mișcarea Populară      | 1          |                        |                        |                        |                        |                        |                        |                        |                        |                        |                        |                        |                        |                        |

## Istoric
Primele documente care vorbesc despre localitatea Salcea datează din secolul al XVII-lea. Ulterior Salcea s-a dezvoltat ca o localitate-satelit a municipiului Suceava și a avut statutul de comună până în 2003, când locuitorii din Salcea s-au pronunțat, prin referendum, pentru ridicarea așezării la rang de oraș. Trecerea propriu-zisă la statutul de localitate urbană s-a produs în anul 2004.

## Aeroportul Suceava
Aeroportul Internațional „Ștefan cel Mare” Suceava se află pe teritoriul orașului Salcea, la nord de Plopeni, la distanțele de 12 km de Suceava și 30 km de Botoșani, deservind practic ambele mari orașe din nordul Moldovei. Aeroportul a fost inaugurat în 1932, iar începând cu 1960 este deschis traficului comercial prin intermediul TAROM. În 1963 pista a fost pavată. În martie 2005 aeroportul primește numele „Ștefan cel Mare” și este deschis pentru prima dată în istoria sa traficului internațional. În 2012 demarează lucrări de renovare și de extindere a aeroportului.

## Obiective turistice
- Biserica Adormirea Maicii Domnului din Plopeni – ctitorie a marelui logofăt Lupu Balș în anul 1753 în satul Plopeni (astăzi cartier al orașului Salcea).
- Monumentul Eroului Grigore Alucăi din Războiul de Independență – monument dezvelit în 1914 în curtea școlii vechi din centrul localității și dedicat sergentului Grigore Alucăi (1848-1909), erou din Războiul de Independență (1877-1878).
- Școala veche din Salcea – clădire cu valoare arhitectonică aflată în centrul orașului.
- Conacul Sturdza din Salcea – clădire-monument ce datează de la sfârșitul secolului al XIX-lea.

## Imagini

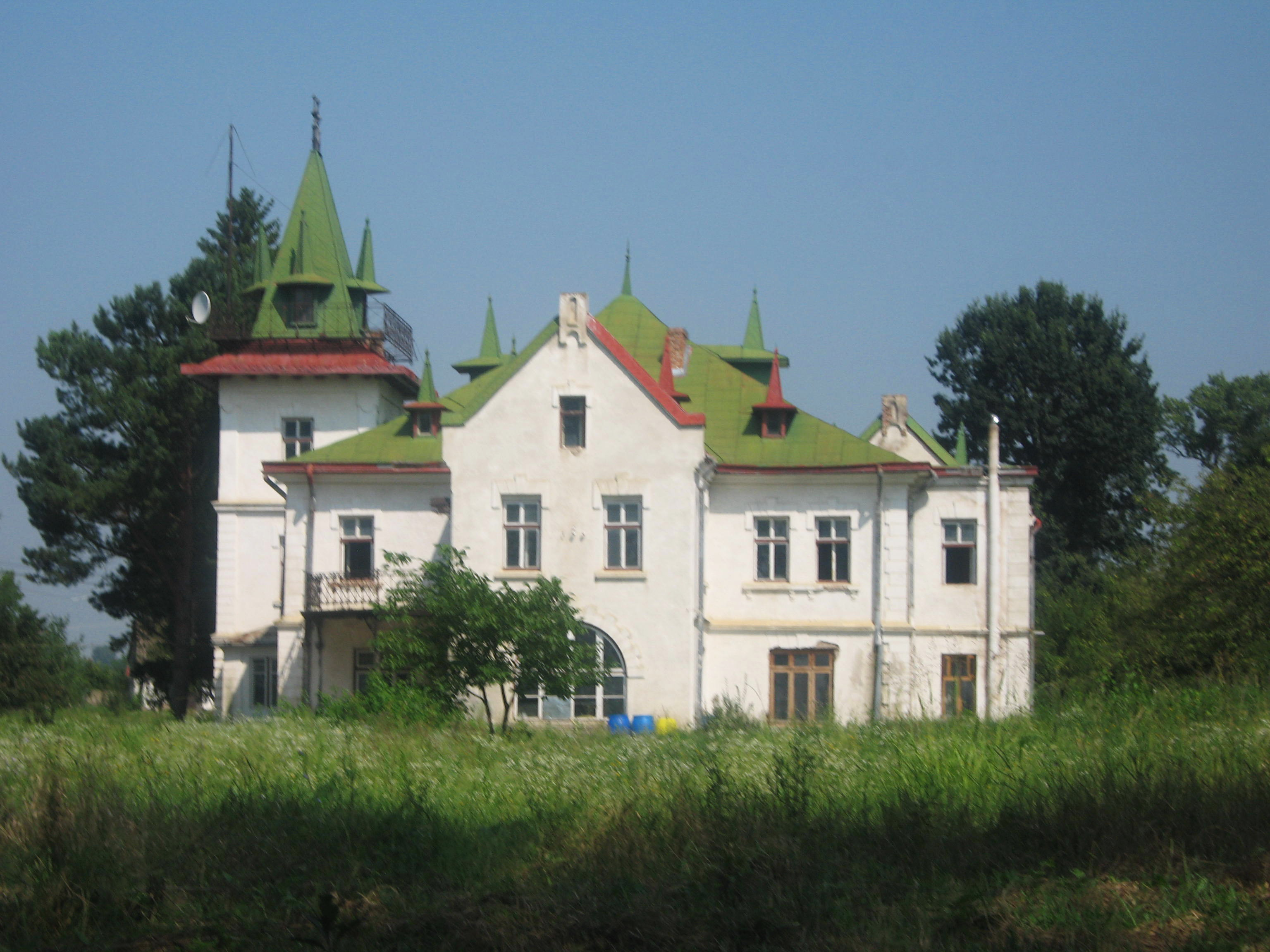
Conacul Sturdza din Salcea
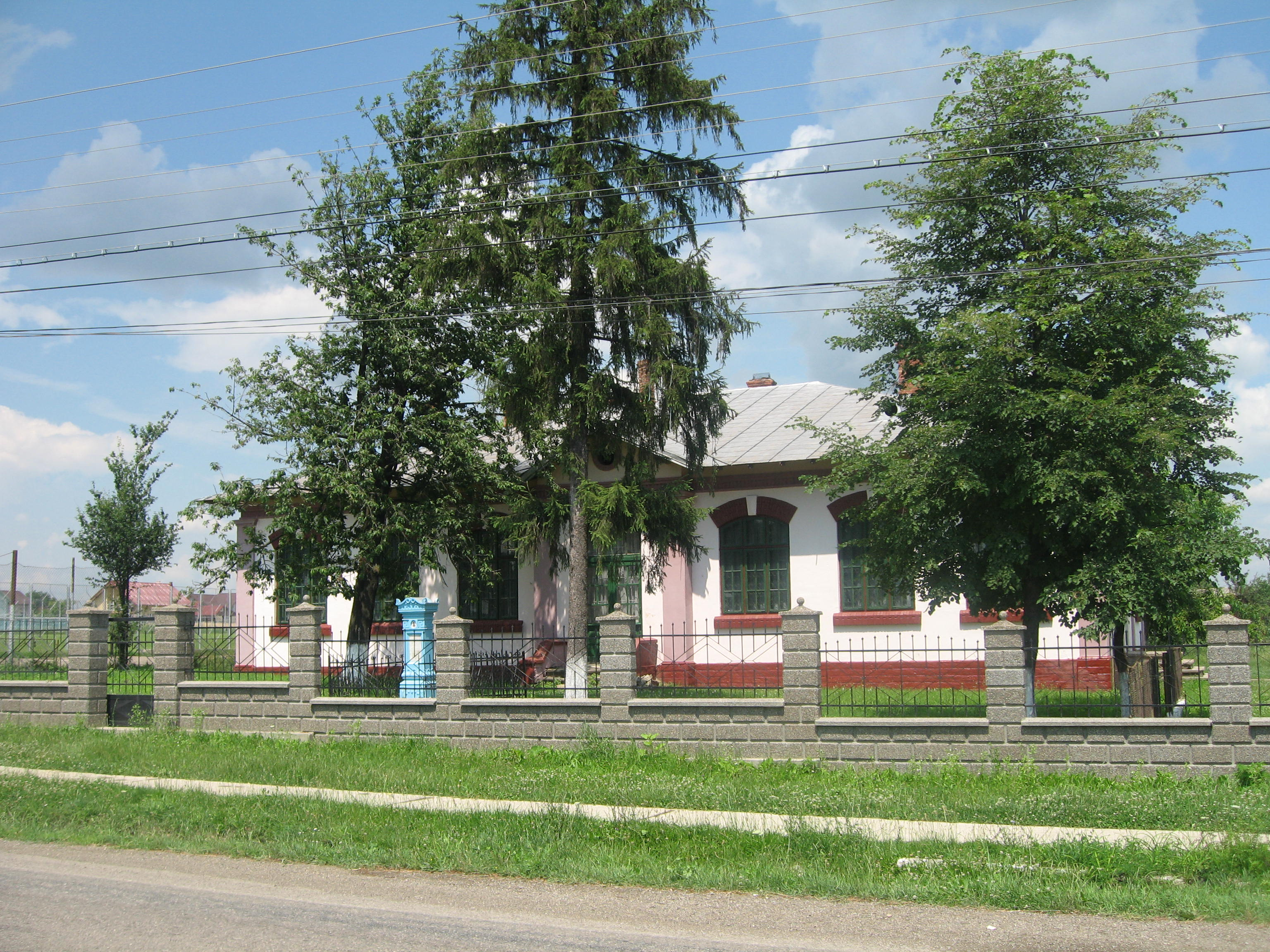
Școala veche din Salcea
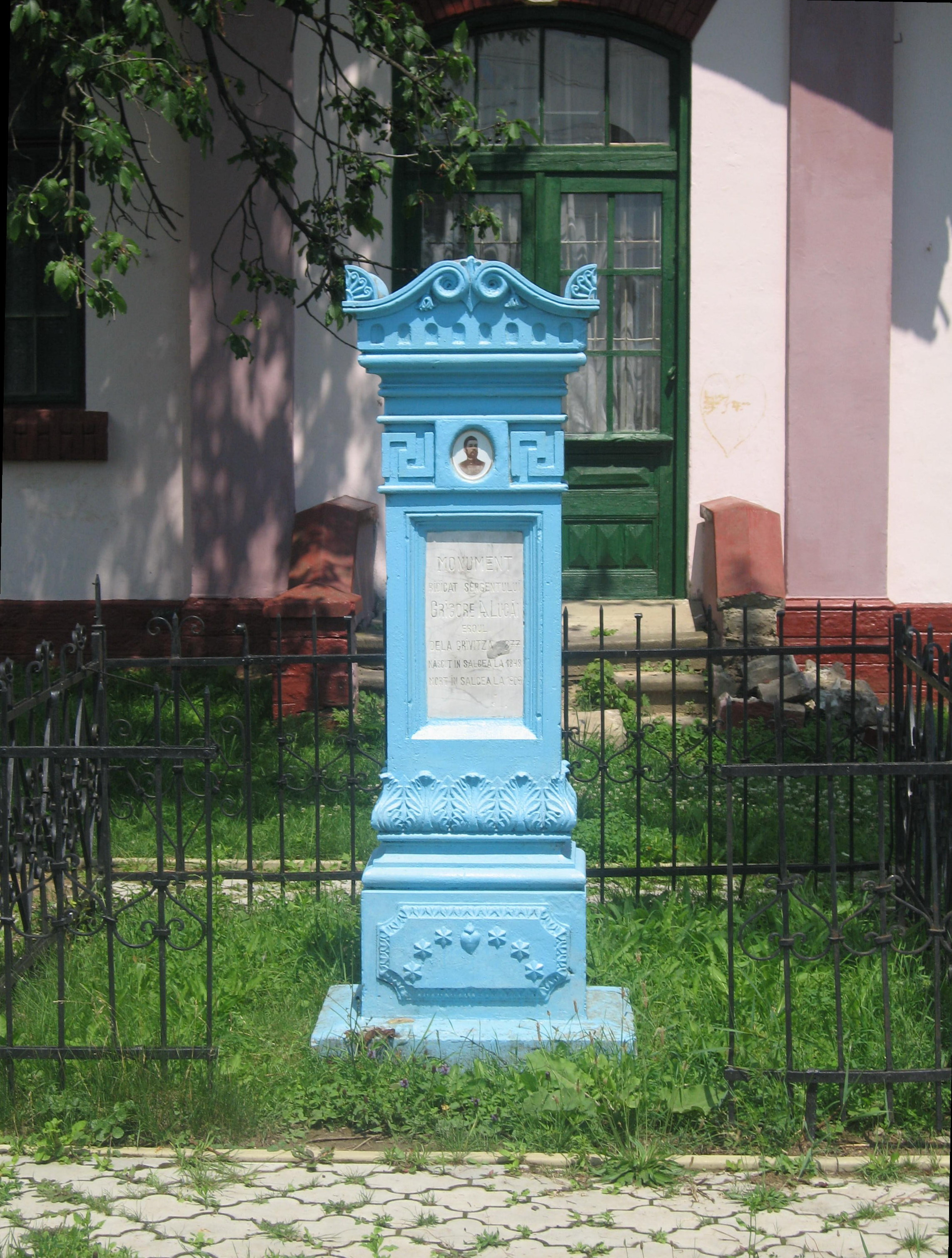
Monumentul Eroului Grigore Alucăi din Războiul de Independență
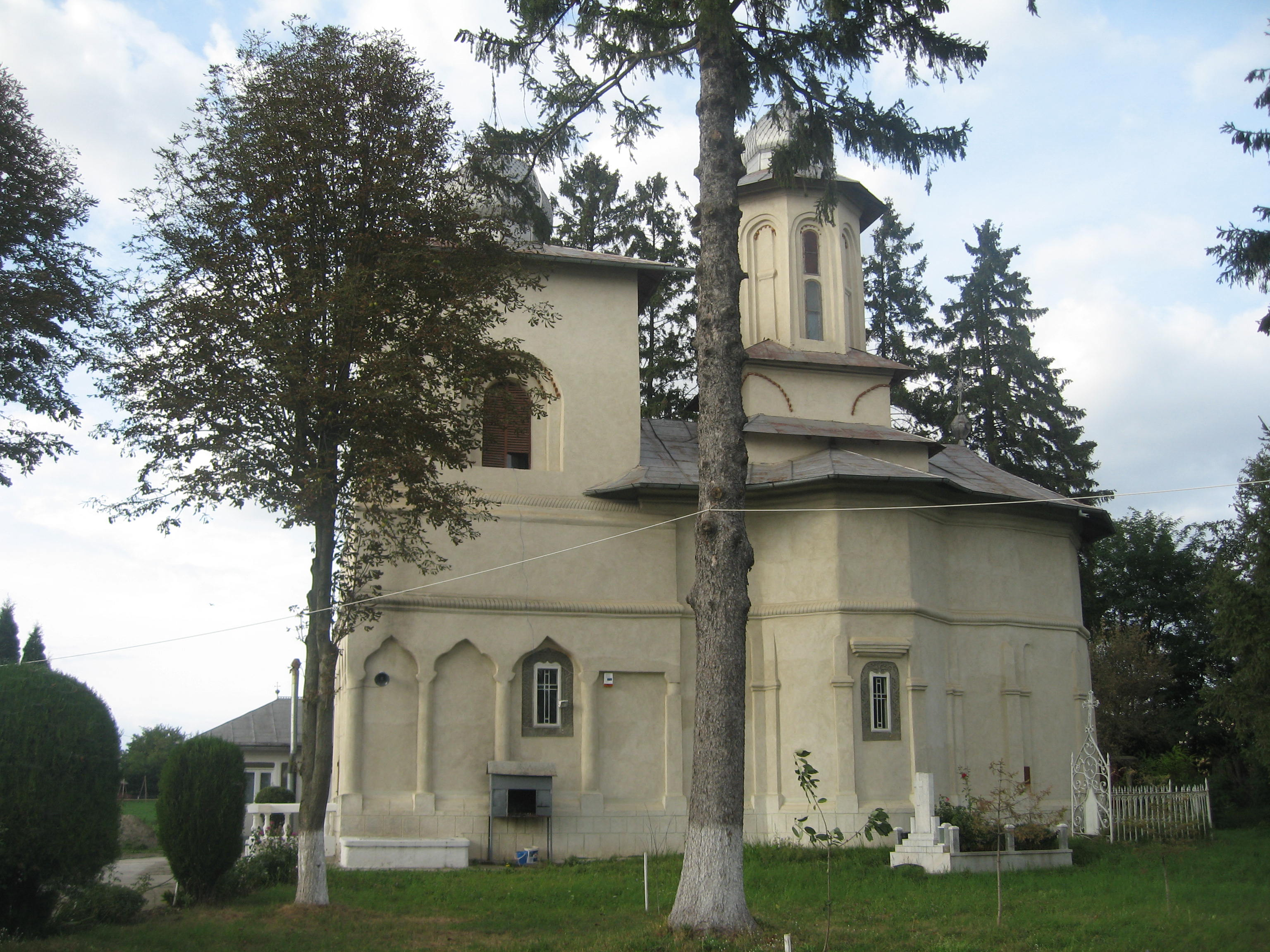
Biserica Adormirea Maicii Domnului din Plopeni
Noul sediu (în construcție) al Primăriei Salcea
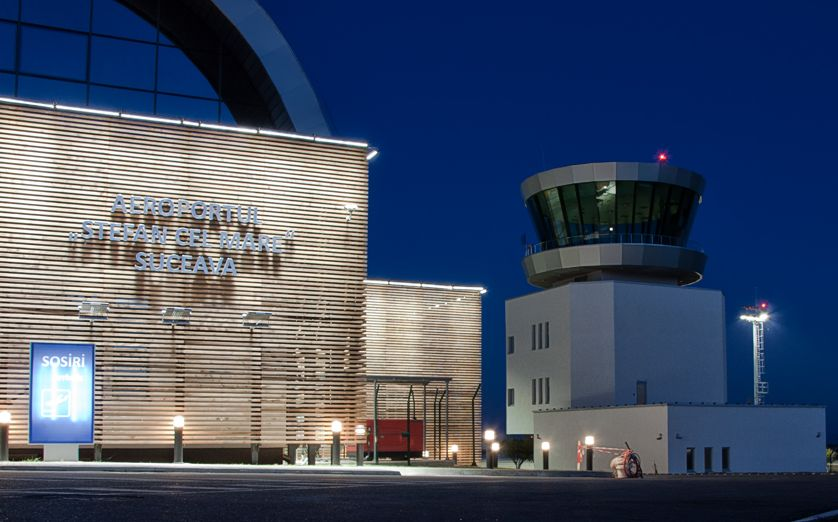
Aeroportul Internațional „Ștefan cel Mare” Suceava